# Cycle (DEAN FUJIOKAのアルバム)
『Cycle』（サイクル）は、DEAN FUJIOKAの1枚目のオリジナルアルバム。2016年3月30日にA-Sketchから発売された。

## 概要
アルバム自体は2013年に完成しながらもリリースまでに至らなかった。作品の問い合わせ殺到により、急遽発売されることとなった。2016年3月30日からオンラインショップ「A!SMART」限定でリリースされたあと、同年4月27日から全国のタワーレコードでも販売された。さらに、日本以外の国のファンからも「聞きたい」という要望が多く寄せられたため、同年6月10日からiTunesより全世界へ配信された。
DEANは「一曲一曲、それまでの人生の『ある時期』『ある時期』に思っていたことを歌詞としても紡いでいます。自分的には日記みたいな側面のあるアルバムだと思っているので、ある種の自己紹介みたいなアルバムです」と述べている。

## 収録曲
（全作詞・作曲・編曲：DEAN FUJIOKA / 編曲：DJ Sumantri）
1. My Dimension [4:58]
  - 映画「I am ICHIHASHI 逮捕されるまで」主題歌
2. Sweet Talk [4:08]
3. Thirsty [4:35]
4. April Fool [3:45]
5. Banana Muffin Blues [2:26]
6. S.O.F. [3:45]
7. Mr.Taxi [5:28]
8. Priceless [4:22]
  - Canon EOS M5「Remix your photography」CMソング
9. Midnight Messenger [4:45]
10. Showdown [3:53]